# 田中圭一最低漫画全集 神罰
『田中圭一最低漫画全集 神罰』（たなかけいいちさいていまんがぜんしゅう しんばつ）は、田中圭一による日本の漫画作品集。手塚治虫の絵柄をまねた下ネタギャグ漫画。さまざまな有名作品のパロディで話題となった。
パロディ元となった手塚治虫の実娘である手塚るみ子が「訴えます!!」「ライオンキングは許せても、田中圭一は許せません!!」とのコメントを帯文に寄せている。2015年に『田中圭一最低漫画全集 神罰1.1』として増補版が出版されたが、手塚るみ子による帯文は引き継がれている。

## 神罰
2002年8月1日にイースト・プレスより発売された。ISBN 4-87257-296-3
手塚治虫の他に藤子不二雄、永井豪といった漫画家の絵柄を真似て作品を下ネタ寄りのパロディとした作品集。上述のように手塚るみ子が帯文に一筆寄せている。
巻末には、田中と同様のサラリーマン兼業漫画家として活躍したしりあがり寿との対談を収録している。それによると、最初のパロディ漫画「ティズニー部分」（ビッグコミックスピリッツ増刊に掲載）は編集部が難色を示していたが、しりあがりが「日経エンタテインメント!」の書評で褒めたことが手塚パロディ継続の後押しになったという。
2004年にeBookJapanで電子書籍化された際には全2巻に分冊された（背表紙のイラストを2巻表紙に流用）。

### 神罰1.1
2015年4月5日にイースト・プレスより発売された。ISBN 978-4-7816-1286-7
手塚プロダクションの公認を得た「ジャングル小帝」をはじめとした追加作品、誤植などの不具合修正、裏表紙のネタ変更、作画の「微妙なアップデート」がほどこされている。